# Landbouwenclave

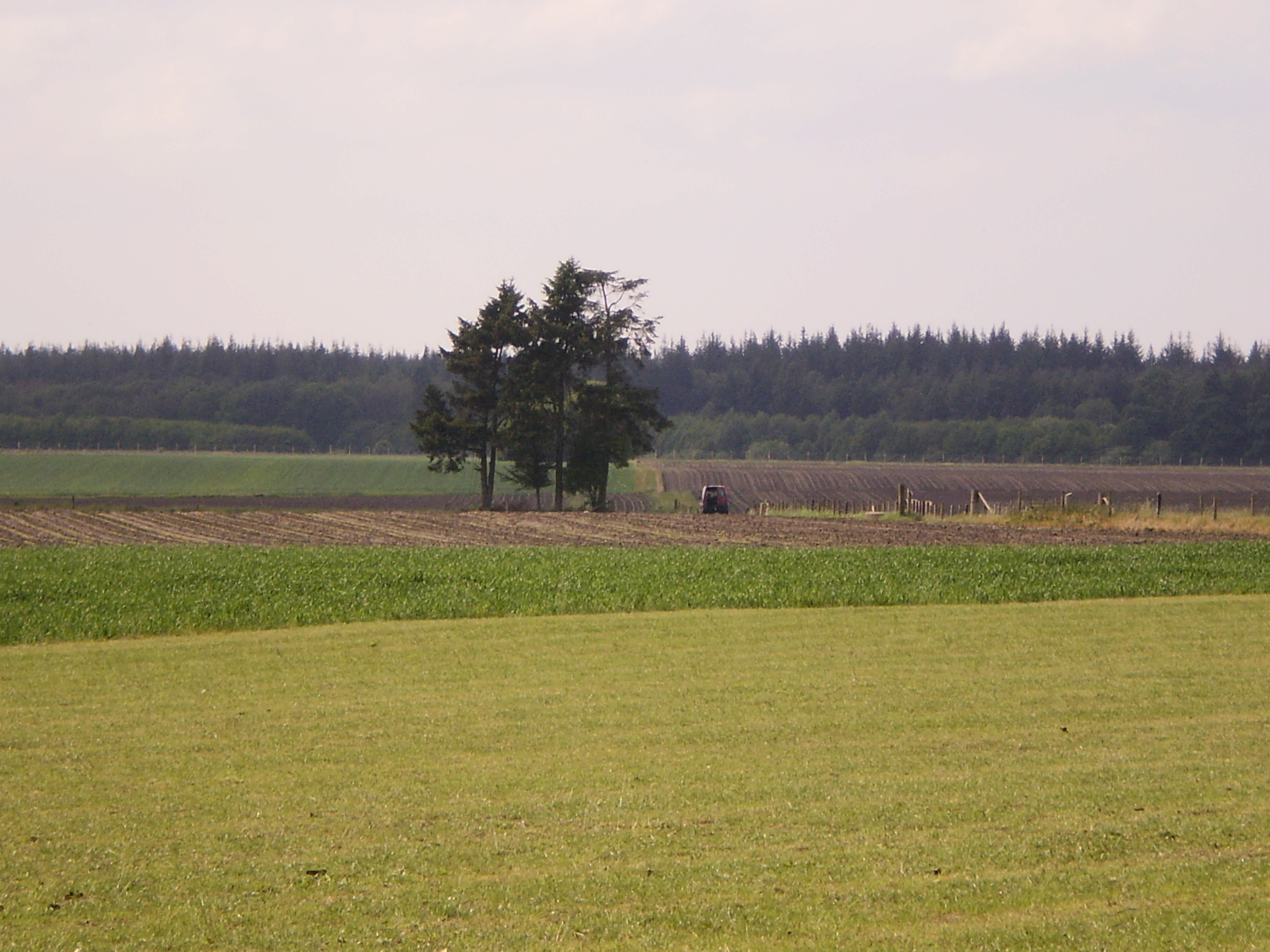
Landbouwenclave bij Assel

Een landbouwenclave is een landbouwgebied omsloten door een ander geografisch afwijkend gebied, zoals een bos. De functie en vorm van een landbouwenclave verschilt van land tot land en van gebied tot gebied.

## Nederland
Onder andere op de Veluwe  zijn kleine en grote landbouwenclaves te vinden, waar soms ook hele dorpen binnen liggen. Voorbeelden van grote landbouwenclaves liggen rond Elspeet en Uddel. Voorbeelden van kleinere landbouwenclaves liggen bij Driesprong (gemeente Ede), Assel (gemeente Apeldoorn) en Oude Willem (gemeente Ooststellingwerf).
Een landbouwenclave die weer natuurgebied is geworden vindt men bij Groenendaal (gemeente Apeldoorn).

## Andere landen
In het Amazonegebied in Brazilië hebben landbouwenclaves de functie om nieuwe steden in dit gebied te voorzien van voedsel.